# إبراهيم شاه الأفشاري
إبراهيم شاه الأفشاري (بالفارسیة: ابراهیم‌شاه افشار) (ت. 1162 هـ). هو أحد السلاطين الذين حكموا أجزاء من إيران في عهد الدولة الأفشارية، واسمه الأفشاري فنسبة إلى أفشار، وهو اسم قبيلة تركمانية في إيران، وهي قبيلة نادر شاه الذي استولى على إيران بعد الدولة الصفوية، وأسس الدولة الأفشارية.
بعد وفاة نادر شاه سنة 1160 هـ ملك بعده عادل شاه الأفشاري الذي كان من الأمراء في عصر نادر شاه، وكان عادل هو أخ إبراهيم، وقد خرج على أخيه عادل وادعى السلطنة وتغلب على أذربيجان، وقتل أخاه عادلاً في خراسان سنة 1162 هـ، وتوفي هو أيضاً في تلك السنة.

### كتب
- أعيان الشيعة. محسن الأمين، طبع بيروت - لبنان، تاريخ الطبع مفقود، منشورات دار التعارف.

### إشارات مرجعية
1. ↑  
الأمين، محسن. أعيان الشيعة - ج2. ص. 112. مؤرشف من الأصل في 2019-12-09.